# Kakuichi Mimura
Kakuichi Mimura (三村恪一?, Mimura Kakuichi; Tokyo, 16 agosto 1931 – 19 febbraio 2022) è stato un calciatore giapponese, di ruolo centrocampista.